# Le Père prématuré
Pour plus de détails, voir Fiche technique et Distribution.
Le Père prématuré est un film français réalisé par René Guissart, sorti en 1933.

## Fiche technique
- Titre : Le Père prématuré
- Réalisation : René Guissart
- Scénario : Henri Falk
- Photographie : Ted Pahle
- Musique : Jean Delettre et René Sylviano
- Montage : Jean Delannoy
- Production : Les Studios Paramount
- Pays d'origine :  France
- Format :  Noir et blanc - 35 mm - Son mono
- Genre : Comédie
- Durée : 75 minutes
- Date de sortie : France - 29 septembre 1933

## Distribution
- Fernand Gravey : Edouard et Fred
- Saturnin Fabre : Monsieur Puma
- Edith Méra : Dolorès
- Dany Lorys
- Régine Barry : Valérie Marbois
- Denise Dorian : Suzy
- Blanche Denège : Madame Puma
- Léonce Corne
- Jacqueline Brizard
- Lise Hestia